# Siliwangi (Singkut)
Siliwangi is een bestuurslaag in het regentschap Sarolangun van de provincie Jambi, Indonesië. Siliwangi telt 3088 inwoners (volkstelling 2010).